# كاكيرو إيشيهاما
كاكيرو إيشيهاما (石濱翔 إيشيهاما كاكيرو) هو ملحن ياباني.

## أعماله في الأنمي

### مسلسلات أنمي تلفزيونية
- ووركينغ!! (ضمن MONACA)
- ووركينغ'!! (ضمن MONACA)
- ووركينغ!!! (ضمن MONACA)
- ستار درايفر (ضمن MONACA)
- القناة A (ضمن MONACA)
- إزحفي يا نياركو-سان (ضمن MONACA)
- أيكاتسو! (ضمن MONACA)
- كوميديا رومانسية شبابي خاطئة كما توقعت. (بالتعاون مع MONACA)
- كوميديا رومانسية شبابي خاطئة كما توقعت. التتمة (بالتعاون مع كونيوكي تاكاهاشي)
- نيسيكوي (الحلقات الست الأولى; بالتعاون مع ناوكي"naotyu-"تشيبا)
- كنز نانانا ريوغاجو (ضمن MONACA)
- كابتن إيرث (ضمن MONACA)
- فرسان التنكاي (ضمن MONACA)
- غارو: ختم اللهب (ضمن MONACA)
- البطلة يونا يوكي (ضمن MONACA)
- كونكريت ريفولوتيو: فنتازيا الخوارق (بالتعاون مع كيغو هواشي و يوسكي ياماموتو)
- كونكريت ريفولوتيو: فنتازيا الخوارق THE LAST SONG (بالتعاون مع كيغو هواشي ويوسكي ياماموتو)
- فريم آرمز غيرل (بالتعاون مع كيغو هواشي)
- آن هابي (ضمن MONACA)

### أفلام أنمي
- إختفاء هاروهي سوزوميا (بالتعاون مع ساتورو كوساكي, ريويتشي تاكادا و كيغو هواشي)
- أيكاتسو! (ضمن MONACA)

## أعماله في ألعاب الفيديو
- هاف مينيت هيرو
- تيكن 6
- نير (ضمن MONACA)
- دراكنغارد 3 (ضمن MONACA)
- نوبي نوبي بوي
- أوبرا المحققين ميلكي هولمز (ضمن MONACA)

## وصلات خارجية
- كاكيرو إيشيهاما على موقع IMDb (الإنجليزية)
- كاكيرو إيشيهاما على موقع ميوزك برينز (الإنجليزية)
- كاكيرو إيشيهاما على موقع ديسكوغز (الإنجليزية)
- كاكيرو إيشيهاما على موقع قاعدة بيانات الفيلم (الإنجليزية)
- كاكيرو إيشيهاما على موقع ANN person (الإنجليزية)
- صفحة IMDb